# Hindoekalender

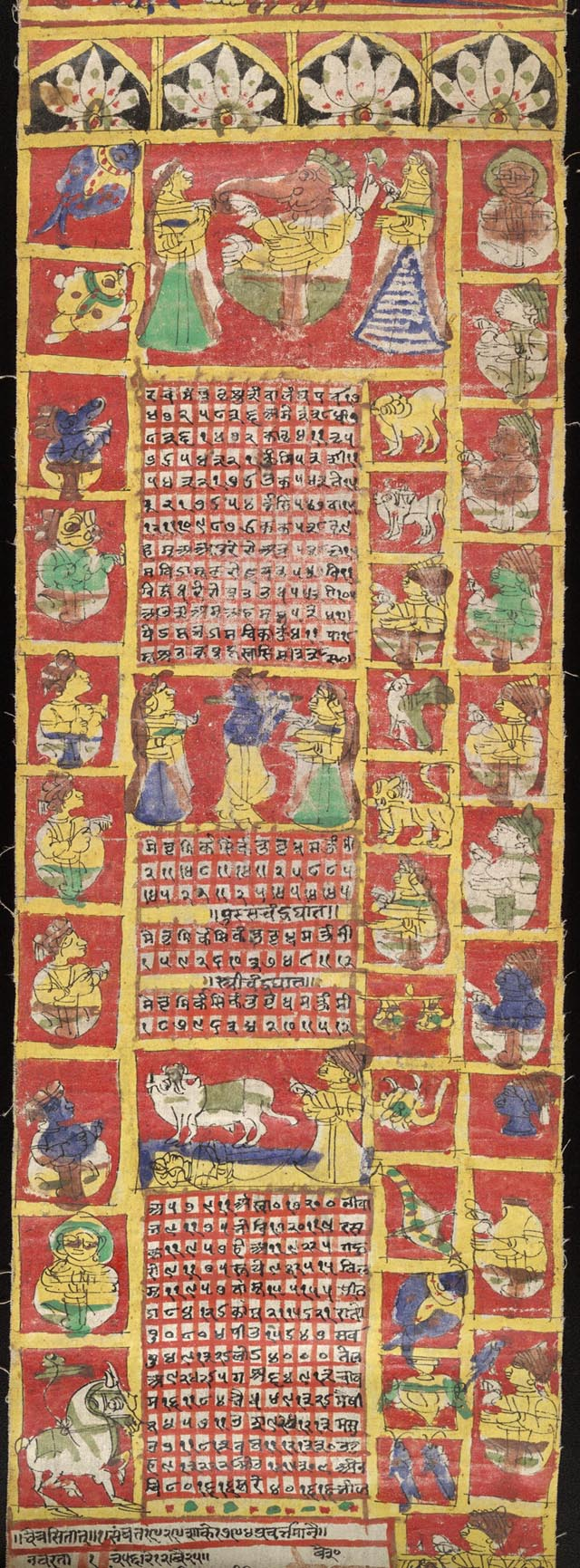
Een pagina uit de Hindoekalender 1871-72, met aan de linkerkant de tien avataras van Vishnoe.

De hindoekalender bestaat al sinds de Veda's werden geschreven en heeft daarna diverse ingrepen en aanpassingen ondergaan. Er is dan ook grote variatie in de diverse regionale Indische hindoekalenders. De hindoekalender dient niet verward te worden met de Indiase nationale kalender.
De hindoekalender-dag begint met de lokale zonsopgang.

## Vaasara - dagen van de week
Net als de christelijke kalender kent de hindoekalender zeven weekdagen:
1. Ravi vāsara (zondag) (Ravi = Zon) of in het Tamil ஞாயிற்று (Njajierie) ஞாயிற்றுக்கிழமை (Njajietie kilame)
2. Soma vāsara (maandag) (Soma = Maan) of in het Tamil திங்கள் (Tingal) திங்கள்கிழமை (Tinga kilame)
3. Mangala vāsara (dinsdag) (Mangal = Mars) of in het Tamil செவ்வாய் (Sewai) செவ்வாய்க்கிழமை (Sewai kilame)
4. Budha vāsara (woensdag) (Budh = Mercurius) of in het Tamil புதன் (Poeden) புதன்கிழமை (Poeden kilame)
5. Guru vāsara (donderdag) (Guru = Jupiter) of in het Tamil வயாழன் (Wiejalen) வியாழக்கிழமை (Wiejale kilame)
6. Shukra vāsara (vrijdag) (Shukra = Venus) of in het Tamil வெள்ளி (Welie) வெள்ளிக்கிழமை (Welie kilame)
7. Shani vāsara (zaterdag) (Sani = Saturnus) of in het Tamil சனி (Seni) சனிக்கிழமை (Seni kilame)

## Maash - maanmaanden
In de hindoekalender is de cyclus van de maan belangrijk. De maanden worden weer gekoppeld aan de 27 nakshatra's, sterrenconstellatie die elk in een maanmaand voorkomen. Er zijn twaalf maanmaanden:
1. Chaitra
2. Vaishākha
3. Jyaishtha
4. Āshādha
5. Shrāvana
6. Bhādrapada
7. Āshwina
8. Kārtika
9. Mārgashīrsha (Agrahayana)
10. Pausha
11. Māgha
12. Phālguna

Omdat een jaar meer dagen bevat dan twaalf maanmaanden doen wordt in sommige jaren een schrikkelmaand ingevoegd met de naam Purushottam Maas.

## Ritu hindoejaargetijden
De hindoekalender kent zes ritu (ook wel rutu genoemd), de Indiase jaargetijden. De volgende tabel geeft een beeld van de verdeling van de jaargetijden.
Let wel, de hindoemaanmaand begint op de eerste dag na de volle maan tot de eerstvolgende volle maan (purnima).
| Nr. | Ritu (Rutu) | Jaargetijde | Hindoekalender            | Gregoriaanse kalender     |
| --- | ----------- | ----------- | ------------------------- | ------------------------- |
| 1   | hemanta     | Voor-winter | margashiirSha tot pouSha  | Van december tot februari |
| 2   | shishira    | Winter      | maagha tot phaalguna      | Van februari tot april    |
| 3   | vasanta     | Lente       | chaitra tot vaishaakha    | Van april tot juni        |
| 4   | griiShma    | Zomer       | jyeShTha tot aashaaDha    | Van juni tot augustus     |
| 5   | varSha      | Nazomer     | shraavaNa tot bhaadrapada | Van augustus tot oktober  |
| 6   | sharat      | Herfst      | aashviiyuja tot kaartika  | Van oktober tot december  |

De jaargetijden staan beschreven in het Sanskriet gedicht Ritu Samhaaram.

## Nakshatra
De ecliptica (de baan die de zon in een jaar langs de sterrenhemel maakt), en daarmee het jaar, wordt opgedeeld in 27 nakshatra's. Deze worden ook wel maanhuizen genoemd. Deze nakshatra's weerspiegelen de 27 dagen van de siderische maand, de maancyclus langs de vaste sterren van gemiddeld 27 dagen en 7¾ uur. Het verschil van 7¾ uur wordt gecompenseerd door in sommige jaren een 28ste nakshatra in te voegen.
De 27 nakshatra's lopen oostwaarts, beginnend bij het punt op de ecliptica tegenover de ster Spica (Chitrā in het Sanskriet). Dit punt wordt Meshādi genoemd en was in de oudheid het lentepunt. Dit punt bevond zich toen in het sterrenbeeld Ram, door precessie tegenwoordig in het sterrenbeeld Vissen. Het hoekverschil tussen Meshādi en het tegenwoordige lentepunt heet ayanāṃśa.
De 27 nakshatra's omvatten elk 13°20’ van de ecliptica. Elke nakshatra is weer verdeeld in vier pada's van 3°20’.
De nakshatra's en hun plek in de sterrenhemel. Nakshatra's zijn niet gekoppeld aan één ster maar een verzameling van sterren.
| #  | Naam                                  | Pada 1   | Pada 2   | Pada 3    | Pada 4    |
| -- | ------------------------------------- | -------- | -------- | --------- | --------- |
| 1  | Ashvinī (अश्विनि)                        | चु Chu    | चे Che    | चो Cho     | ला La      |
| 2  | Bharanī (भरणी)                         | ली Li     | लू Lu     | ले Le      | पो Lo      |
| 3  | Krittikā (क्रृत्तिका)                      | अ A      | ई I      | उ U       | ए E       |
| 4  | Rohini (रोहिणी)                          | ओ O      | वा Va/Ba  | वी Vi/Bi   | वु Vu/Bu   |
| 5  | Mrigashīrsha (म्रृगशीर्षा)                 | वे Ve/Be  | वो Vo/Bo  | का Ka      | की Ke      |
| 6  | Ārdrā (आर्द्रा)                          | कु Ku     | घ Gha    | ङ Ng/Na   | छ Chha    |
| 7  | Punarvasu (पुनर्वसु)                     | के Ke     | को Ko     | हा Ha      | ही Hi      |
| 8  | Pushya (पुष्य)                          | हु Hu     | हे He     | हो Ho      | ड Da      |
| 9  | Āshleshā (आश्लेषा)                       | डी Di     | डू Du     | डे De      | डो Do      |
| 10 | Maghā (मघा)                            | मा Ma     | मी Mi     | मू Mu      | मे Me      |
| 11 | Pūrva or Pūrva Phalgunī (पूर्व फाल्गुनी)    | नो Mo     | टा Ta     | टी Ti      | टू Tu      |
| 12 | Uttara or Uttara Phalgunī (उत्तर फाल्गुनी) | टे Te     | टो To     | पा Pa      | पी Pi      |
| 13 | Hasta (हस्त)                           | पू Pu     | ष Sha    | ण Na      | ठ Tha     |
| 14 | Chitrā (चित्रा)                          | पे Pe     | पो Po     | रा Ra      | री Ri      |
| 15 | Svātī (स्वाति)                           | रू Ru     | रे Re     | रो Ro      | ता Ta      |
| 16 | Vishākhā (विशाखा)                        | ती Ti     | तू Tu     | ते Te      | तो To      |
| 17 | Anurādhā (अनुराधा)                       | ना Na     | नी Ni     | नू Nu      | ने Ne      |
| 18 | Jyeshtha (ज्येष्ठा)                       | नो No     | या Ya     | यी Yi      | यू Yu      |
| 19 | Mūla (मूल)                             | ये Ye     | यो Yo     | भा Bha     | भी Bhi     |
| 20 | Pūrva Ashādhā (पूर्वाषाढ़ा)                 | भू Bhu    | धा Dha    | फा Bha/Pha | ढा Dha     |
| 21 | Uttara Ashādhā (उत्तराषाढ़ा)               | भे Bhe    | भो Bho    | जा Ja      | जी Ji      |
| 22 | Shravana (श्रवण)                       | खी Ju/Khi | खू Je/Khu | खे Jo/Khe  | खो Gha/Kho |
| 23 | Shravishthā (श्रविष्ठा) or Dhanistā       | गा Ga     | गी Gi     | गु Gu      | गे Ge      |
| 24 | Shatabhishā (शतभिषा)or Shatataraka      | गो Go     | सा Sa     | सी Si      | सू Su      |
| 25 | Pūrva Bhādrapadā (पूर्वभाद्रपदा)           | से Se     | सो So     | दा Da      | दी Di      |
| 26 | Uttara Bhādrapadā (उत्तरभाद्रपदा)         | दू Du     | थ Tha    | झ Jha     | ञ Da/Tra  |
| 27 | Revatī (रेवती)                          | दे De     | दो Do     | च Cha     | ची Chi     |

Om de afwijkingen tussen 27 dagen en een siderische maand te compenseren is er een 28ste nakshatra, Abhijit, tussen Uttarasharha en Sravana.

## Yoga
De nakshatra in welke de maan voorkomt op het moment van zon opkomst is de nakshatra van de dag, Yoga.
Yoga is het verdelen van de baan die de maan om de zon maakt in 27 gelijke delen. Eerst wordt de hoek op basis van de baan ten opzichte van betreffende object berekend, met als start sterrenbeeld 'Mesha', Ram. In een jaar gaat de maan door elk van de 27 nakshatra's en blijft dan 27 dagen en 7¾ uur in een nakshatra wat de yoga dan is van die dagen.
1. Vishkambha
2. Prīti
3. Āyushmān
4. Saubhāgya
5. Shobhana
6. Atiganda
7. Sukarman
8. Dhriti
9. Shūla
10. Ganda
11. Vriddhi
12. Dhruva
13. Vyāghāta
14. Harshana
15. Vajra
16. Siddhi
17. Vyatīpāta
18. Varigha
19. Parigha
20. Shiva
21. Siddha
22. Sādhya
23. Shubha
24. Shukla
25. Brāhma
26. Māhendra
27. Vaidhriti